# Jeanne de Cavally
Jeanne de Cavally, née Jeanne Wawa et épouse Goba le  11 novembre 1926 à Bingerville et décédée  le 7 octobre 1992, est une écrivaine pour la jeunesse ivoirienne.

## Biographie
Née Jeanne Goba, dans une famille nombreuse, elle passe son enfance à Tabou puis à Abidjan. Elle devient institutrice en Côte d'Ivoire après des études à l'École normale d'institutrices de Rufisque, au Sénégal. Elle finit sa carrière comme directrice d'école.
Jeanne de Cavally est un nom de plume.
Elle meurt en 1992. Elle est considérée comme une pionnière en Côte d'Ivoire de la littérature jeunesse, après Léopold Sédar Senghor et son recueil La Belle Histoire de Leuk-le-Lièvre co-écrit avec Abdoulaye Sadji.

## Postérité
Un prix Jeanne de Cavally de littérature pour la jeunesse, est créé en sa mémoire, remis au Salon international du livre d’Abidjan.

## Œuvre
- Papi Abidjan, Nouvelles Éditions africaines (NEA), 1978.
- Poué-Poué le petit cabri, Nouvelles Éditions africaines, 1981.
- Le Réveillon de Boubacar, Nouvelles Éditions africaines, 1981.
- Cocochi, le petit poussin jaune, Nouvelles Éditions africaines, 1987
- Bley et sa bande, Nouvelles Éditions africaines, 1985. (64 p.)  (ISBN 2723607453)
- Collaboration aux Contes de Côte d'Ivoire, 1983, Clé international/NEA